# Leucania stenographa
Mythimna loreyimima là một loài bướm đêm trong họ Noctuidae.

## Hình ảnh

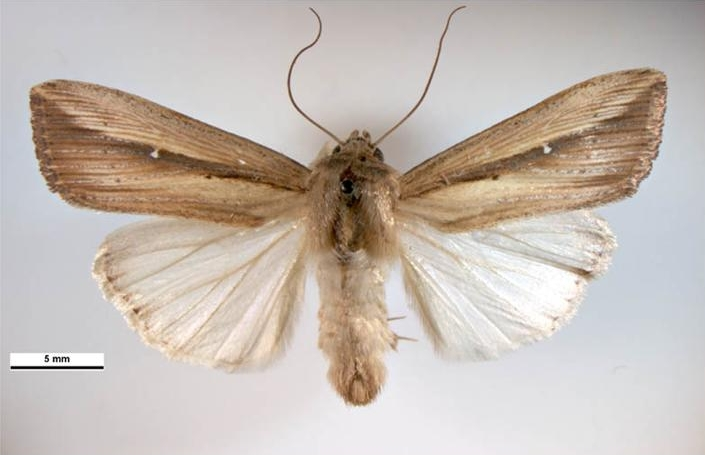
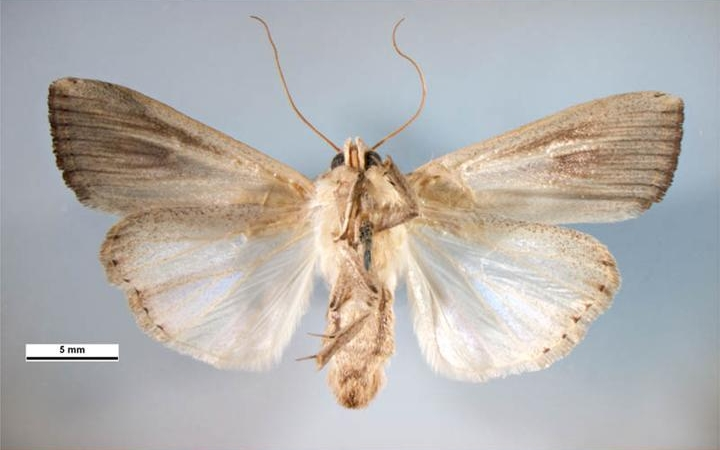
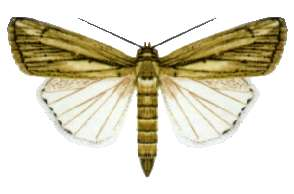